# Dél-koreai labdarúgó-válogatott
A dél-koreai labdarúgó-válogatott – becenevükön Tigrisek – Dél-Korea nemzeti csapata, amelyet a dél-koreai labdarúgó-szövetség (koreaiul: 대한 축구 협회, magyaros átírásban: Tehan Cshukku Hjophö) irányít. Ázsia egyik legsikeresebb labdarúgó-válogatottja, eddig kilenc alkalommal vett részt a labdarúgó-világbajnokságon, és két alkalommal hódította el az Ázsia-kupát.
A 2002-es dél-koreai–japán közös rendezésű világbajnokságon első ázsiai csapatként az elődöntőbe jutottak, végül a negyedik helyen zártak.

## Története

### Korai évek
Koreában a labdarúgás alapjai a 19. század végére vezethetők vissza, gyakran emlegetik ezzel kapcsolatban az 1882-es évet, amikor a Brit Királyi Haditengerészethez tartozó HMS Flying Fish legénysége kikötött az Incshoni kikötőben és játszottak egy mérkőzést egymás között. Korea 1905-ben Japán gyarmata lett és 1910-ben hozzácsatolták.
1921-ben rendezték meg az első Ali Joseon labdarúgótornát, 1928-ban pedig létrehozták a Joseon labdarúgó-szövetséget, amely a labdarúgás terjesztését és fejlesztését tűzte ki célul Koreában. A Joseon Football Club lényegében a koreaiak válogatottja volt. Az 1936. évi nyári olimpiai játékokon koreaiak is játszottak a japán válogatottban, mint például Kim Jongsik.
A labdarúgó-szövetséget 1945-ben átszervezték, miután a II. világháborút követően megszűnt a Japán megszállás. Dél-Korea létrejöttét követően 1948-ban megalakult a Dél-koreai labdarúgó-szövetség (KFA). Első hivatalos mérkőzésüket 1948. augusztus 2-án játszották Mexikó ellen az 1948. évi londoni olimpián, amit 5–3 arányban megnyertek.
Az 1954-es világbajnokság volt történetük első világbajnoksága, a selejtezőkben Japánt verték összesítésben 7–3-ra. Dél-Korea mindössze a második ázsiai válogatott volt. amelynek sikerült kijutnia a világbajnokságra, korábban Holland-India (Indonézia) vett részt, még az 1938-as tornán. A csoportkörben mindkét mérkőzésüket elveszítették, Magyarországtól 9–0-ra kaptak ki, míg Törökország ellen 7–0-ás vereséget szenvedtek.
A gyenge teljesítmény ellenére két évvel később, 1956-ban Dél-Korea megnyerte az első ízben megrendezett Ázsia-kupát. 1960-ban házigazdaként sikerült ismét elhódítaniuk a trófeát, miután Dél-Vietnámot, Izraelt és a Kínai Köztársaságot is legyőzték. A dél-koreai játékosok azonban hamis érmeket kaptak a beígért aranyérmek helyett és visszajuttatták a Dél-koreai labdarúgó-szövetségnek, mely ígéretet tett, hogy valódi érmekre cseréli a medáliákat, azonban erre csak 2019-ben került sor. Dél-Korea 1960 óta nem nyert Ázsia-kupát, amit a "hamis érmek átkának" tulajdonítanak.
Az 1966-os világbajnokság selejtezőitől visszaléptek, mert nem szerettek volna pályára lépni Észak-Korea ellen. Utóbbi kijutott az angliai világbajnokságra és a negyeddöntőig menetelt. 

### 1980 és 2000 közötti időszak
Az 1986-os világbajnokság selejtezőiben Japánt oda-vissza legyőzve kijutottak a mexikói világbajnokságra, 1954 óta első alkalommal sikerült mindez a dél-koreai csapatnak. Argentína ellen 3–1-es vereséggel nyitottak, majd Bulgáriával játszottak 1–1-es döntetlent. A harmadik mérkőzésükön Olaszországtól kaptak ki 3–2 arányban. Az 1990-es világbajnokságot három vereséggel zárták, Belgiumtól 2–0-ra, Spanyolországtól 3–1-re, Uruguaytól pedig 1–0-ra kaptak ki.
Az 1994-es világbajnokságon a Spanyolország ellen 2–2-es döntetlennel nyitottak, amit a Bolívia elleni 0–0-ás végeredmény követett. Németországgal szemben 3–2 arányban maradtak alul.
1997-ben Csha Bomgunt nevezték ki a szövetségi kapitányi posztra az 1998-as világbajnokság selejtezőire, melyben a Kazahsztán, Üzbegisztán, Japán és Egyesült Arab Emírségek felett aratott győzelmeknek köszönhetően megalapozták első helyüket a selejtezőcsoportban és kijutottak az 1998-as világbajnokságra. A tornát Mexikó elleni 3–1-es vereséggel nyitották, a koreaiak vezető gólját Ha Szokcsu szerezte, akit három perccel később kiállítottak. A második mérkőzésen 5–0-ás súlyos vereséget szenvedtek a Guus Hiddink vezette Hollandiától Marseilleben. A találkozó után Csa Bomgunt menesztették és az utolsó mérkőzésre egyedült a kapus Kim Bjongdzsi maradt a kezdőben. A Belgium elleni találkozó végül 1–1-gyel zárult. A 2000-es Ázsia-kupán a harmadik helyen végeztek, miután I Dongguk góljával 1–0-ra legyőzték Kínát a bronzmérkőzésen.

### 2000-es évek

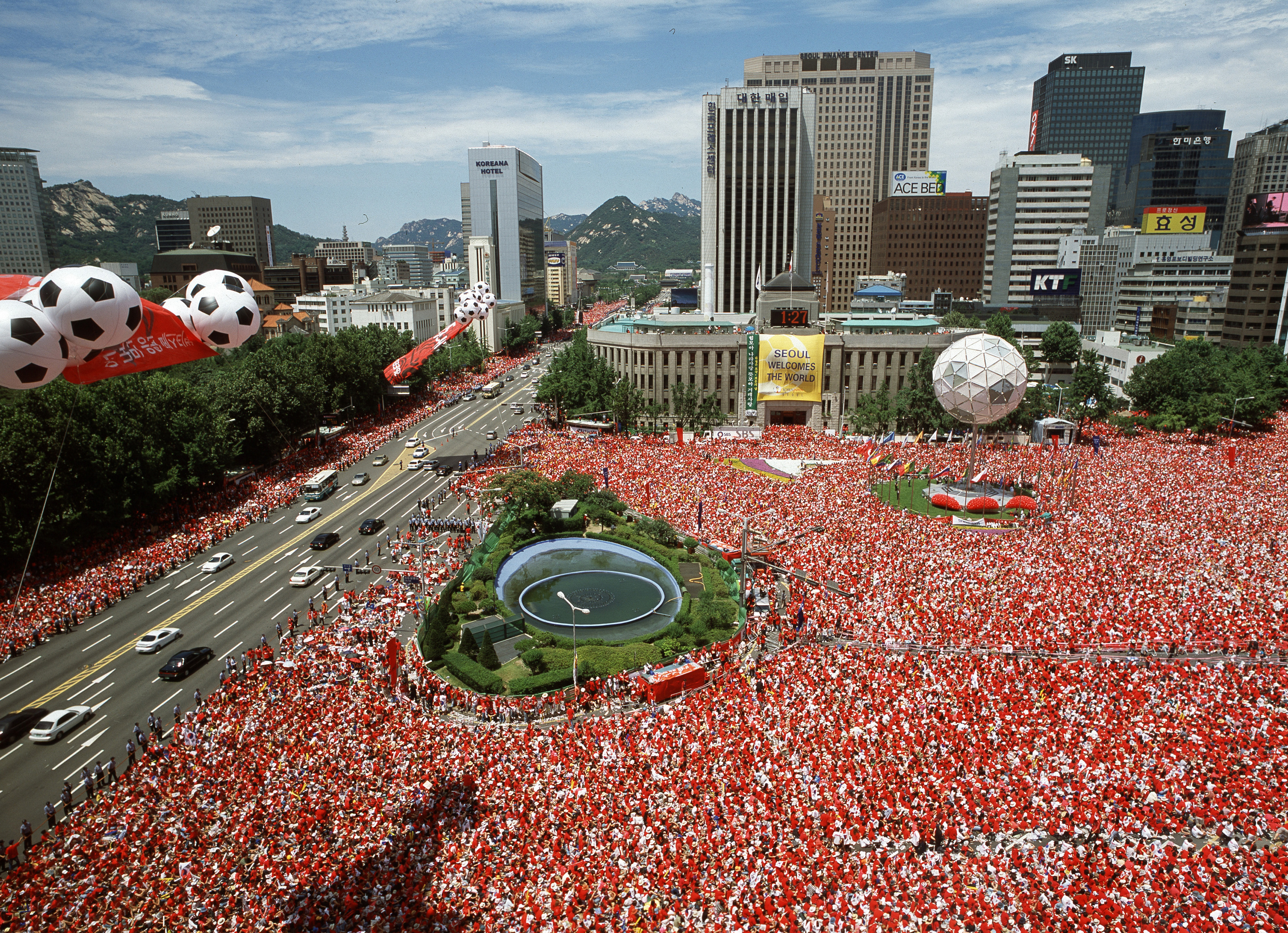
Szöul központja a 2002-es világbajnokság idején

2000. december 18-án Guus Hiddinket nevezték ki a dél-koreai válogatott élére azzal a céllal, hogy felkészítse a csapatot a 2002-es labdarúgó-világbajnokságra, melynek Dél-Korea, Japánnal közösen házigazdaként adott otthont. Első mérkőzésükön 2–0-ra legyőzték Lengyelországot és megszerezték történetük első világbajnoki győzelmét. A második találkozón 1–1-es döntetlent játszottak az Egyesült Államokkal, a koreaiak egyenlítő gólját An Dzsonghvan szerezte. Harmadik csoportmérkőzésükön Pak Csiszong góljával 1–0-ra verték Portugáliát. A nyolcaddöntőben Olaszországgal találkoztak és hosszabbítást követően 2–1-re győztek. A mérkőzés elején büntetőt rúghattak a koreaiak, de An Dzsonghvan lövését Gianluigi Buffon kivédte. Christian Vieri az olaszoknak szerezte meg a vezetést, amit Szol Kihjon a 88. percben kiegyenlített. A hosszabbításban Francesco Tottit kiállították, míg a büntetőt hibázó An Dzsonhvan megszerezte a koreaiak győztes gólját. A negyeddöntőben Spanyolországgal kerültek szembe. A spanyolok két gólt is szereztek a mérkőzés során, de a játékvezető mindkettőt érvénytelenítette. Végül tizenegyespárbajra került sor, melyben a koreaiak 5–3 arányban jobbnak bizonyultak és továbbjutottak. Az elődöntőt 1–0-ra elveszítették Németországgal szemben, majd a Törökországgal játszott bronzmérkőzésen is alulmaradtak 3–2 arányban. Ezzel együtt történetük legjobb világbajnoki szereplését érték el a negyedik hely megszerzésével.
A 2006-os világbajnokságot a Togo elleni 2–1-es győzelemmel kezdték. Franciaországgal 1–1-es döntetlent játszottak, a koreaiak gólját Pak Csiszong szerezte. A harmadik mérkőzésen Svájc ellen 2–0-ás vereséget szenvedtek és nem jutottak tovább a csoportból. A 2007-es Ázsia-kupán bronzérmet szereztek, miután a harmadik helyért rendezett mérkőzésen büntetőkkel 4–2-re legyőzték Iránt. A 2010-es világbajnokság selejtezőiben Észak-Korea, Szaúd-Arábia, Irán és az Egyesült Arab Emírségek ellenében négy győzelem mellett négy döntetlent elérve veretlenül jutottak ki a dél-afrikai világbajnokságra. A nyitómérkőzésükön I Dzsongszu és Pak Csiszong góljával 2–0-ra legyőzték Görögországot. A második mérkőzésen Argentína ellen szenvedtek 4–1-es vereséget, a koreaiak gólját I Cshongjong szerezte. Nigéria ellen 2–2-es döntetlennel zárták a csoportkört. A negyeddöntőben Uruguayjal szemben maradtak alul 2–1 arányban. Luis Suárez szerzett vezetést, amit I Cshongjong kiegyenlített, de Suárez második találatára már nem érkezett válasz a koreaiak részéről. A 2011-es Ázsia-kupán Bahrein 2–1-es legyőzésével kezdték, amit az Ausztrália elleni 1–1-es döntetlen követett, végül Indiát múlták felül 4–1 arányban a csoportban. A negyeddöntőben hosszabbításban szerzett góllal nyertek 1–0-ra Irán ellen. Az elődöntőben Japánnal találkoztak és Ki Szongjong góljával megszerezték a vezetést, de a japánoknak sikerült döntetlenre menteniük az állást. A hosszabbításban megfordították az eredményt, amit még egalizáltak a koreaiak, a büntetőpárbajban azonban 3–0 arányban alulmaradtak. A bronzmérkőzésen 3–2-re győztek Üzbegisztán ellen.

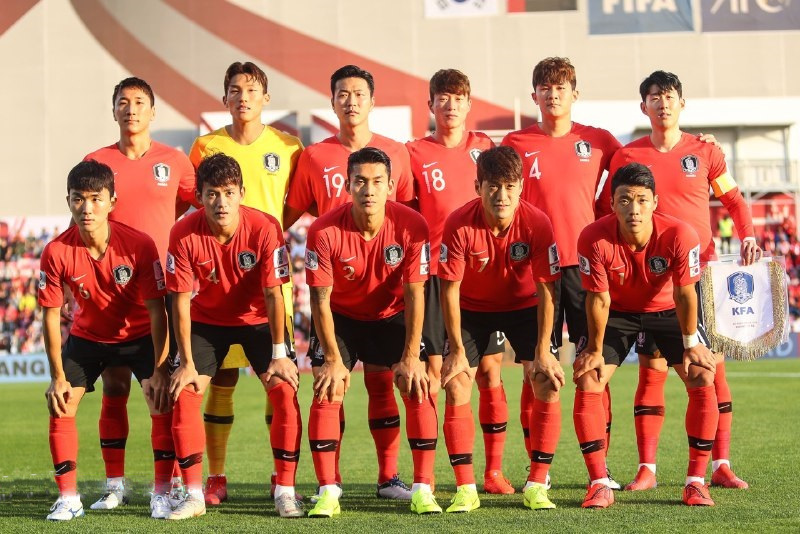
A dél-koreai válogatott a 2019-es Ázsia-kupán

A 2014-es világbajnokság selejtezőiben Irán mögött a második helyen végeztek és kijutottak a Brazíliában rendezett világbajnokságra, ahol Oroszország ellen 1–1-es döntetlennel kezdték a tornát. I Gunho góljával szereztek vezetést, amit Alekszandr Kerzsakov egyenlített ki. Algériától 4–2-es vereséget szenvedtek a második csoportmérkőzésen, a koreaiak góljait Szon Hungmin és Ku Dzsacshol szerezte. Belgium ellen egy teljes félidő keresztül emberelőnyben játszva 1–0-ra kikaptak és nem jutottak tovább a csoportból. A 2015-ös Ázsia-kupán a csoportkört három győzelemmel zárták. Ománt, Kuvaitot és Ausztráliát egyaránt 1–0-ra győzték le. A negyeddöntőben Szon Hungmin két góljával Üzbegisztánt verték 2–0-ra. A legjobb négy között Irakkal találkoztak és I Dzsonghjop, illetve Kim Jonggvon találataival 2–0-ra győztek. A döntőben a házigazda ausztrálokkal találkoztak és hosszabbítást követően 2–1 arányban alulmaradtak.
A 2018-as világbajnokság selejtezőiben Irán mögött és Szíria előtt a második helyen végeztek és részvételi jogot szereztek az oroszországi világbajnokságra. A G-csoportban Svédország ellen egy tizenegyesgóllal 1–0 arányban maradtak alul a nyitómérkőzésükön. Ezt követően Mexikó ellen 2–1-re kaptak ki és ezzel eldőlt, hogy nem jutottak tovább az egyenes kieséses szakaszba. A mexikóiak két góljára Szon Hungmin a hosszabbítás 93. percében válaszolt. Utolsó mérkőzésükön nagy sikert jelentett a világbajnoki címvédő Németország 2–0-ás legyőzése Kim Jonggvon és Szon Hungmin góljaival. A koreaiak mindkét góljukat a hosszabbításban szerezték. A 2019-es Ázsia-kupán a csoportkört három győzelemmel zárták, a Fülöp-szigeteket és Kirgizisztánt 1–0-ra, Kínát 2–0-ra pedig győzték le. A nyolcaddöntőben Hvang Hicshan és Kim Dzsinszu góljaival Bahreint 2–1-re verték hosszabbítást követően. A negyeddöntőben Katartól kaptak ki 1–0-ra és végül az ötödik helyen zártak.
A 2022-es világbajnokság selejtezőiben Irán mögött és az Egyesült Arab Emírségek előtt a második helyen végeztek és kijutottak a katari világbajnokságra. A sorsolást követően Uruguay, Ghána és Portugália társaságában a H csoportba kerültek. Uruguay ellen egy 0–0-ás döntetlennel kezdték a tornát. Ghána ellen 2–0-ás hátrányból sikerült egyenlíteniük, de végül 3–2-re elveszítették a találkozót. A harmadik mérkőzésen Ricardo Horta góljával gyorsan megszerezték a veretés a portugálok, de sikerült fordítaniuk a dél-koreaiaknak 2–1-re. A nyolcaddöntőt 4–1-re elveszítették Brazíliával szemben és kiestek.

## Nemzetközi eredmények
Világbajnokság
- 4. helyezett: 1 alkalommal (2002)

Ázsia-kupa
- Aranyérmes: 2 alkalommal (1956, 1960)
- Ezüstérmes: 4 alkalommal (1972, 1980, 1988, 2015)
- Bronzérmes: 3 alkalommal (1964, 2000, 2007)

Afro-ázsiai nemzetek kupája
- Aranyérmes: 1 alkalommal (1987)

Ázsia-játékok
- Aranyérmes: 4 alkalommal (1970, 1978, 1986, 2014)
- Ezüstérmes: 3 alkalommal (1954, 1958, 1962)
- Bronzérmes: 3 alkalommal (1990, 2002, 2010)

Dinasztia kupa
- Aranyérmes: 3 alkalommal (1990, 2003, 2008)

Kelet-ázsiai labdarúgó-bajnokság (EAFF-kupa)
- Aranyérmes: 4 alkalommal (2003, 2008, 2015, 2017)

### Világbajnoki szereplés
| Év       | Eredmény                    | Hely                        | J                           | Gy                          | D                           | V                           | Rg                          | Kg                          |
| -------- | --------------------------- | --------------------------- | --------------------------- | --------------------------- | --------------------------- | --------------------------- | --------------------------- | --------------------------- |
| 1930     | Nem tagja a FIFA-nak        | Nem tagja a FIFA-nak        | Nem tagja a FIFA-nak        | Nem tagja a FIFA-nak        | Nem tagja a FIFA-nak        | Nem tagja a FIFA-nak        | Nem tagja a FIFA-nak        | Nem tagja a FIFA-nak        |
| 1934     | Nem tagja a FIFA-nak        | Nem tagja a FIFA-nak        | Nem tagja a FIFA-nak        | Nem tagja a FIFA-nak        | Nem tagja a FIFA-nak        | Nem tagja a FIFA-nak        | Nem tagja a FIFA-nak        | Nem tagja a FIFA-nak        |
| 1938     | Nem tagja a FIFA-nak        | Nem tagja a FIFA-nak        | Nem tagja a FIFA-nak        | Nem tagja a FIFA-nak        | Nem tagja a FIFA-nak        | Nem tagja a FIFA-nak        | Nem tagja a FIFA-nak        | Nem tagja a FIFA-nak        |
| 1950     | Nem indult                  | Nem indult                  | Nem indult                  | Nem indult                  | Nem indult                  | Nem indult                  | Nem indult                  | Nem indult                  |
| 1954     | Csoportkör                  | 16.                         | 2                           | 0                           | 0                           | 2                           | 0                           | 16                          |
| 1958     | A nevezése el lett utasítva | A nevezése el lett utasítva | A nevezése el lett utasítva | A nevezése el lett utasítva | A nevezése el lett utasítva | A nevezése el lett utasítva | A nevezése el lett utasítva | A nevezése el lett utasítva |
| 1962     | Nem jutott be               | Nem jutott be               | Nem jutott be               | Nem jutott be               | Nem jutott be               | Nem jutott be               | Nem jutott be               | Nem jutott be               |
| 1966     | Nem indult                  | Nem indult                  | Nem indult                  | Nem indult                  | Nem indult                  | Nem indult                  | Nem indult                  | Nem indult                  |
| 1970     | Nem jutott be               | Nem jutott be               | Nem jutott be               | Nem jutott be               | Nem jutott be               | Nem jutott be               | Nem jutott be               | Nem jutott be               |
| 1974     | Nem jutott be               | Nem jutott be               | Nem jutott be               | Nem jutott be               | Nem jutott be               | Nem jutott be               | Nem jutott be               | Nem jutott be               |
| 1978     | Nem jutott be               | Nem jutott be               | Nem jutott be               | Nem jutott be               | Nem jutott be               | Nem jutott be               | Nem jutott be               | Nem jutott be               |
| 1982     | Nem jutott be               | Nem jutott be               | Nem jutott be               | Nem jutott be               | Nem jutott be               | Nem jutott be               | Nem jutott be               | Nem jutott be               |
| 1986     | Csoportkör                  | 20.                         | 3                           | 0                           | 1                           | 2                           | 4                           | 7                           |
| 1990     | Csoportkör                  | 22.                         | 3                           | 0                           | 0                           | 3                           | 1                           | 6                           |
| 1994     | Csoportkör                  | 20.                         | 3                           | 0                           | 2                           | 1                           | 4                           | 5                           |
| 1998     | Csoportkör                  | 30.                         | 3                           | 0                           | 1                           | 2                           | 2                           | 9                           |
| 2002     | Elődöntő                    | 4.                          | 7                           | 3                           | 2                           | 2                           | 8                           | 6                           |
| 2006     | Csoportkör                  | 17.                         | 3                           | 1                           | 1                           | 1                           | 3                           | 4                           |
| 2010     | Nyolcaddöntő                | 15.                         | 4                           | 1                           | 1                           | 2                           | 6                           | 8                           |
| 2014     | Csoportkör                  | 27.                         | 3                           | 0                           | 1                           | 2                           | 3                           | 6                           |
| 2018     | Csoportkör                  | 19.                         | 3                           | 1                           | 0                           | 2                           | 3                           | 3                           |
| 2022     | Nyolcaddöntő                | 16.                         | 4                           | 1                           | 1                           | 2                           | 5                           | 8                           |
| Összesen | 11/22                       | 4. hely                     | 34                          | 6                           | 9                           | 19                          | 34                          | 70                          |

| Év       | Eredmény      | Helyezés      | M             | Gy            | D             | V             | RG            | KG            |
| -------- | ------------- | ------------- | ------------- | ------------- | ------------- | ------------- | ------------- | ------------- |
| 1956     | Aranyérmes    | 1.            | 3             | 2             | 1             | 0             | 9             | 6             |
| 1960     | Aranyérmes    | 1.            | 3             | 3             | 0             | 0             | 9             | 1             |
| 1964     | Bronzérmes    | 3.            | 3             | 1             | 0             | 2             | 2             | 4             |
| 1968     | Nem jutott be | Nem jutott be | Nem jutott be | Nem jutott be | Nem jutott be | Nem jutott be | Nem jutott be | Nem jutott be |
| 1972     | Ezüstérmes    | 2.            | 5             | 1             | 2             | 2             | 7             | 6             |
| 1976     | Nem jutott be | Nem jutott be | Nem jutott be | Nem jutott be | Nem jutott be | Nem jutott be | Nem jutott be | Nem jutott be |
| 1980     | Ezüstérmes    | 2.            | 6             | 4             | 1             | 1             | 12            | 6             |
| 1984     | Csoportkör    | 9.            | 4             | 0             | 2             | 2             | 1             | 3             |
| 1988     | Ezüstérmes    | 2.            | 6             | 5             | 1             | 0             | 11            | 3             |
| 1992     | Nem jutott be | Nem jutott be | Nem jutott be | Nem jutott be | Nem jutott be | Nem jutott be | Nem jutott be | Nem jutott be |
| 1996     | Negyeddöntő   | 7.            | 4             | 1             | 1             | 2             | 7             | 11            |
| 2000     | Bronzérmes    | 3.            | 6             | 3             | 1             | 2             | 9             | 6             |
| 2004     | Negyeddöntő   | 6.            | 4             | 2             | 1             | 1             | 9             | 4             |
| 2007     | Bronzérmes    | 3.            | 6             | 1             | 4             | 1             | 3             | 3             |
| 2011     | Bronzérmes    | 3.            | 6             | 4             | 2             | 0             | 13            | 7             |
| 2015     | Ezüstérmes    | 2.            | 6             | 5             | 0             | 1             | 8             | 2             |
| 2019     | Negyeddöntő   | 5.            | 5             | 4             | 0             | 1             | 6             | 2             |
| 2023     | Bejutott      | Bejutott      | Bejutott      | Bejutott      | Bejutott      | Bejutott      | Bejutott      | Bejutott      |
| Összesen | 2 aranyérem   | 14/18         | 67            | 36            | 16            | 15            | 106           | 64            |

| Év       | Eredmény            | Hely                | M                   | Gy                  | D                   | V                   | Rg                  | Kg                  |
| -------- | ------------------- | ------------------- | ------------------- | ------------------- | ------------------- | ------------------- | ------------------- | ------------------- |
| 1900     | Nem tagja a NOB-nak | Nem tagja a NOB-nak | Nem tagja a NOB-nak | Nem tagja a NOB-nak | Nem tagja a NOB-nak | Nem tagja a NOB-nak | Nem tagja a NOB-nak | Nem tagja a NOB-nak |
| 1904     | Nem tagja a NOB-nak | Nem tagja a NOB-nak | Nem tagja a NOB-nak | Nem tagja a NOB-nak | Nem tagja a NOB-nak | Nem tagja a NOB-nak | Nem tagja a NOB-nak | Nem tagja a NOB-nak |
| 1908     | Nem tagja a NOB-nak | Nem tagja a NOB-nak | Nem tagja a NOB-nak | Nem tagja a NOB-nak | Nem tagja a NOB-nak | Nem tagja a NOB-nak | Nem tagja a NOB-nak | Nem tagja a NOB-nak |
| 1912     | Nem tagja a NOB-nak | Nem tagja a NOB-nak | Nem tagja a NOB-nak | Nem tagja a NOB-nak | Nem tagja a NOB-nak | Nem tagja a NOB-nak | Nem tagja a NOB-nak | Nem tagja a NOB-nak |
| 1920     | Nem tagja a NOB-nak | Nem tagja a NOB-nak | Nem tagja a NOB-nak | Nem tagja a NOB-nak | Nem tagja a NOB-nak | Nem tagja a NOB-nak | Nem tagja a NOB-nak | Nem tagja a NOB-nak |
| 1924     | Nem tagja a NOB-nak | Nem tagja a NOB-nak | Nem tagja a NOB-nak | Nem tagja a NOB-nak | Nem tagja a NOB-nak | Nem tagja a NOB-nak | Nem tagja a NOB-nak | Nem tagja a NOB-nak |
| 1928     | Nem tagja a NOB-nak | Nem tagja a NOB-nak | Nem tagja a NOB-nak | Nem tagja a NOB-nak | Nem tagja a NOB-nak | Nem tagja a NOB-nak | Nem tagja a NOB-nak | Nem tagja a NOB-nak |
| 1936     | Nem tagja a NOB-nak | Nem tagja a NOB-nak | Nem tagja a NOB-nak | Nem tagja a NOB-nak | Nem tagja a NOB-nak | Nem tagja a NOB-nak | Nem tagja a NOB-nak | Nem tagja a NOB-nak |
| 1948     | Negyeddöntő         | 8.                  | 2                   | 1                   | 0                   | 1                   | 5                   | 15                  |
| 1952     | Nem indult          | Nem indult          | Nem indult          | Nem indult          | Nem indult          | Nem indult          | Nem indult          | Nem indult          |
| 1956     | Nem jutott be       | Nem jutott be       | Nem jutott be       | Nem jutott be       | Nem jutott be       | Nem jutott be       | Nem jutott be       | Nem jutott be       |
| 1960     | Nem jutott be       | Nem jutott be       | Nem jutott be       | Nem jutott be       | Nem jutott be       | Nem jutott be       | Nem jutott be       | Nem jutott be       |
| 1964     | Csoportkör          | 14.                 | 3                   | 0                   | 0                   | 3                   | 1                   | 30                  |
| 1968     | Nem jutott be       | Nem jutott be       | Nem jutott be       | Nem jutott be       | Nem jutott be       | Nem jutott be       | Nem jutott be       | Nem jutott be       |
| 1972     | Nem jutott be       | Nem jutott be       | Nem jutott be       | Nem jutott be       | Nem jutott be       | Nem jutott be       | Nem jutott be       | Nem jutott be       |
| 1976     | Nem jutott be       | Nem jutott be       | Nem jutott be       | Nem jutott be       | Nem jutott be       | Nem jutott be       | Nem jutott be       | Nem jutott be       |
| 1980     | Nem jutott be       | Nem jutott be       | Nem jutott be       | Nem jutott be       | Nem jutott be       | Nem jutott be       | Nem jutott be       | Nem jutott be       |
| 1984     | Nem jutott be       | Nem jutott be       | Nem jutott be       | Nem jutott be       | Nem jutott be       | Nem jutott be       | Nem jutott be       | Nem jutott be       |
| 1988     | Csoportkör          | 11.                 | 3                   | 0                   | 2                   | 1                   | 1                   | 2                   |
| Összesen | Negyeddöntő         | 3/17                | 8                   | 1                   | 2                   | 5                   | 7                   | 37                  |

## Mezek a válogatott története során
A dél-koreai labdarúgó-válogatott hagyományos szerelése piros mez, fehér vagy kék nadrág és piros sportszár. A váltómez hosszú időn keresztül tiszta kék szerelés volt, amit felváltott a fehér mez, fehér vagy kék nadrág és fehér sportszárból kombináció. 

### Első számú
|  | 1948–54 | 1954 | 1960 | 1961–68 | 1970–77 | 1977–79 | 1980-1983 | 1985-88 | 1988-89 | 1990 | 1992–93 |

| 1993 | 1994 | 1994–95 | 1995 | 1995–1996 | 1996–98 | 1998–02 | 2002–04 | 2010–12 | 2012–14 | 2014–16 |

| 2016–2018 |

### Váltómez
| 1954 | 1980 | 1985-88 | 1988-89 | 1990 | 1990 | 1992–93 | 1993–94 | 1994–95 | 1995 | 1995–1996 |

| 1996–98 | 1998–02 | 2002–04 | 2004–06 | 2006–08 | 2008–10 | 2010–12 | 2012–14 | 2014–16 | 2016– |

### Harmadik számú
| 1994 | 1994 |

## Játékosok

### A 2022-es játékoskeret
A 2022-es labdarúgó-világbajnokság 26 fős hivatalos kerete.
2022. november 11-én a  Izland elleni mérkőzés után lett frissítve.
|  | K  | Kim Szunggju   | 1990. szeptember 30. (34 éves) | 67  | 0  | Al-Shabab               |  |  |
|  | K  | Cso Hjonu      | 1991. szeptember 25. (33 éves) | 22  | 0  | Ulszan Hyundai          |  |  |
|  | K  | Szong Bomgun   | 1997. október 15. (27 éves)    | 1   | 0  | Jeonbuk Hyundai Motors  |  |  |
|  |    |                |                                |     |    |                         |  |  |
|  | V  | Kim Jonggvon   | 1990. február 27. (35 éves)    | 96  | 6  | Ulszan Hyundai          |  |  |
|  | V  | Kim Dzsinszu   | 1992. június 13. (32 éves)     | 61  | 2  | Jeonbuk Hyundai Motors  |  |  |
|  | V  | Hong Cshol     | 1990. szeptember 17. (34 éves) | 46  | 1  | Tegu                    |  |  |
|  | V  | Kim Mindzse    | 1996. november 15. (28 éves)   | 44  | 3  | Napoli                  |  |  |
|  | V  | Kvon Kjongvon  | 1992. január 31. (33 éves)     | 28  | 2  | Gamba Osaka             |  |  |
|  | V  | Kim Munhvan    | 1995. augusztus 1. (29 éves)   | 22  | 0  | Jeonbuk Hyundai Motors  |  |  |
|  | V  | Kim Thehvan    | 1989. július 24. (35 éves)     | 19  | 0  | Ulszan Hyundai          |  |  |
|  | V  | Csho Jumin     | 1996. november 17. (28 éves)   | 4   | 0  | Daejeon Hana Citizen    |  |  |
|  | V  | Jun Dzsonggju  | 1998. március 20. (26 éves)    | 4   | 0  | Szöul                   |  |  |
|  |    |                |                                |     |    |                         |  |  |
|  | KP | Csong Ujong    | 1989. december 14. (35 éves)   | 66  | 3  | Asz-Szadd al-Katari     |  |  |
|  | KP | I Dzseszong    | 1992. augusztus 10. (32 éves)  | 64  | 9  | Mainz 05                |  |  |
|  | KP | Hvang Hicshan  | 1996. január 26. (29 éves)     | 49  | 9  | Wolverhampton Wanderers |  |  |
|  | KP | Kvon Cshanghun | 1994. június 30. (30 éves)     | 42  | 12 | Gimcheon Sangmu         |  |  |
|  | KP | Hvang Inbom    | 1996. szeptember 20. (28 éves) | 37  | 4  | Olimpiakósz             |  |  |
|  | KP | Na Szangho     | 1996. augusztus 12. (28 éves)  | 24  | 2  | Szöul                   |  |  |
|  | KP | Szon Dzsonho   | 1992. május 12. (32 éves)      | 15  | 0  | Santung Lüneng Tajsan   |  |  |
|  | KP | Paik Szungho   | 1997. március 27. (27 éves)    | 14  | 2  | Jeonbuk Hyundai Motors  |  |  |
|  | KP | Szong Minkju   | 1999. szeptember 12. (25 éves) | 13  | 1  | Jeonbuk Hyundai Motors  |  |  |
|  | KP | Dzsong Vujong  | 1999. szeptember 20. (25 éves) | 9   | 2  | Freiburg                |  |  |
|  | KP | I Kanging      | 2001. február 19. (24 éves)    | 6   | 0  | Mallorca                |  |  |
|  |    |                |                                |     |    |                         |  |  |
|  | CS | Szon Hungmin   | 1992. július 8. (32 éves)      | 104 | 35 | Tottenham Hotspur       |  |  |
|  | CS | Hvang Uidzso   | 1992. augusztus 28. (32 éves)  | 49  | 16 | Olimpiakósz             |  |  |
|  | CS | Csho Keszung   | 1998. január 25. (27 éves)     | 16  | 4  | Jeonbuk Hyundai Motors  |  |  |

### A legtöbb válogatottsággal rendelkező játékosok
Az adatok 2022. augusztus 13. állapotoknak felelnek meg.

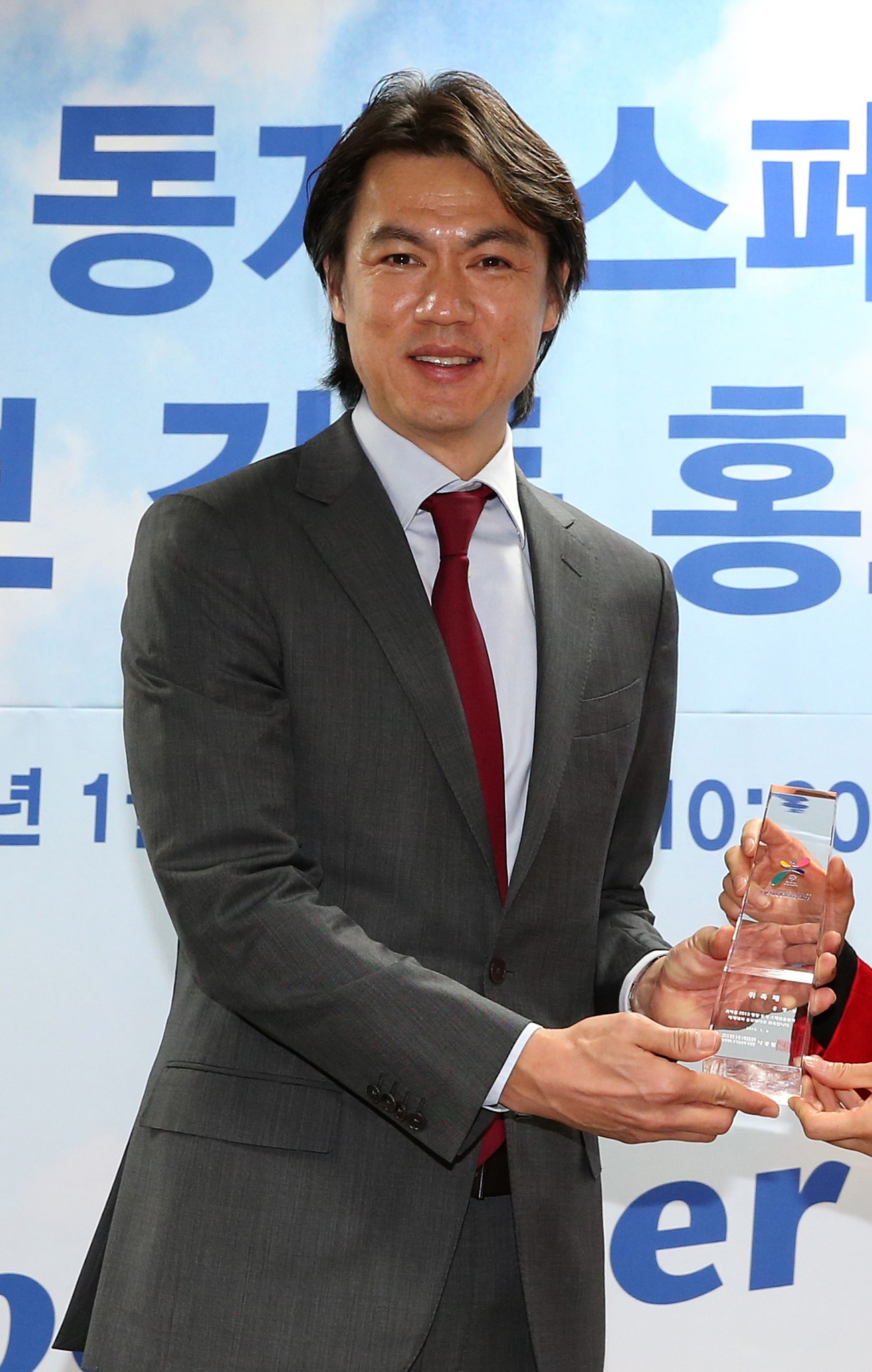
Hong Mjongbo a válogatottsági rekorder 136 mérkőzéssel.

| Rank | Játékos         | Mérkőzés | Gólok | Időszak   |
| ---- | --------------- | -------- | ----- | --------- |
| 1    | Csha Bomgun     | 136      | 58    | 1972–1986 |
| 1    | Hong Mjongbo    | 136      | 10    | 1990–2002 |
| 3    | I Undzse        | 133      | 0     | 1994–2010 |
| 4    | I Jongphjo      | 127      | 5     | 1999–2011 |
| 5    | Kim Hokon       | 124      | 5     | 1971–1979 |
| 6    | Ju Szangcshol   | 120      | 18    | 1994–2005 |
| 7    | Csho Jongdzsung | 113      | 1     | 1975–1986 |
| 8    | Ki Szongjong    | 110      | 10    | 2008–2019 |
| 9    | Pak Szonghva    | 107      | 26    | 1975–1984 |
| 10   | Kim Thejong     | 105      | 3     | 1992–2004 |
| 10   | I Dongguk       | 105      | 33    | 1998–2017 |

### A válogatottban legtöbb gólt szerző játékosok
Az adatok 2022. augusztus 13. állapotoknak felelnek meg.
- A még aktív játékosok (félkövérrel) vannak megjelölve.

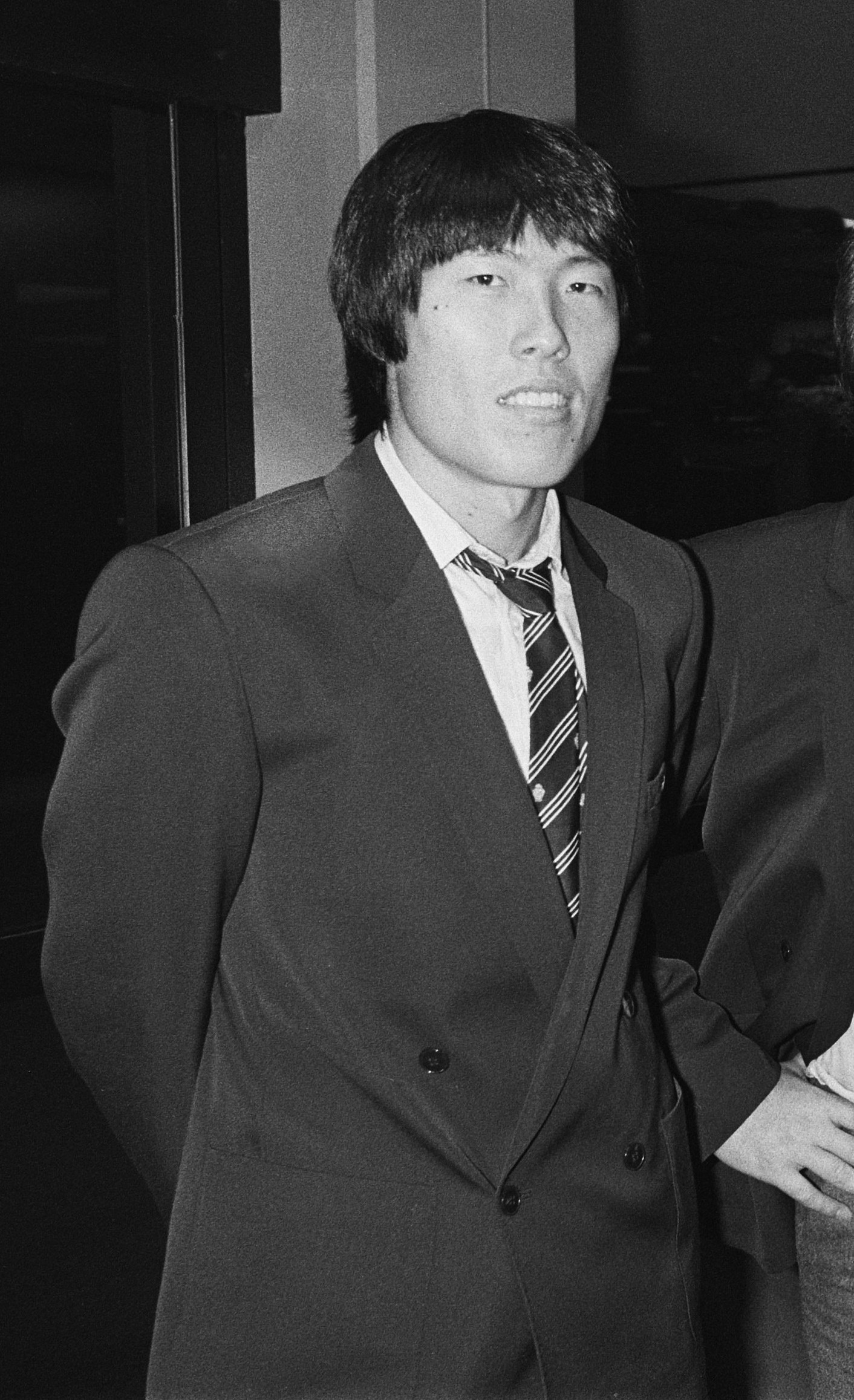
Csha Bomgun a válogatott történetének legeredményesebb játékosa 58 góllal.

| #  | Játékos        | Gólok | Mérkőzés | Arány | Időszak   |
| -- | -------------- | ----- | -------- | ----- | --------- |
| 1  | Csha Bomgun    | 58    | 136      | 0.43  | 1972–1986 |
| 2  | Hvang Szonhong | 50    | 103      | 0.49  | 1988–2002 |
| 3  | Pak Icshon     | 36    | 89       | 0.4   | 1969–1974 |
| 4  | Kim Dzsehan    | 33    | 57       | 0.58  | 1972–1979 |
| 4  | Szon Hungmin   | 33    | 102      | 0.32  | 2010–     |
| 4  | I Dongguk      | 33    | 104      | 0.32  | 1998–2017 |
| 7  | Cshö Szunho    | 30    | 103      | 0.29  | 1980–1991 |
| 8  | Kim Dohun      | 29    | 72       | 0.4   | 1994–2003 |
| 8  | Hu Dzsongmu    | 29    | 84       | 0.35  | 1974–1986 |
| 10 | Cshö Jongszu   | 27    | 67       | 0.4   | 1995–2003 |
| 10 | I Theho        | 27    | 72       | 0.38  | 1980–1991 |
| 10 | Kim Dzsinkuk   | 27    | 94       | 0.29  | 1972–1978 |